# Ruderatshofen
Ruderatshofen település Németországban, azon belül Bajorországban. Lakosainak száma 1755 fő (2023. december 31.). Ruderatshofen Kaufbeuren községgel határos.

## Népesség
A település népessége az elmúlt években az alábbi módon változott:
| Lakosok száma | 615  | 1255 | 1034 | 1425 | 1721 | 1725 | 1781 | 1810 | 1752 | 1755 |
|               | 1875 | 1950 | 1975 | 1987 | 2012 | 2014 | 2016 | 2017 | 2021 | 2023 |